# Техники людовик
Техника Людовико — вымышленная методика психокоррекции, представленная в романе Заводной апельсин (1962) британского писателя Энтони Бёрджесса и экранизации Стэнли Кубрика (1971). Представляет собой экспериментальный метод насильственного «перевоспитания» преступников через формирование условных рефлексов, вызывающих отвращение к насилию.

## Описание
Главного героя романа, подростка-преступника Алекса, подвергают экспериментальной терапии, целью которой является искоренение его склонности к насилию. Пациента фиксируют в кресле, сдерживая его движения, а веки удерживаются специальными крючками в открытом состоянии. Во время терапии ему показывают сцены насилия и изнасилований под классическую музыку, в том числе Бетховена, одновременно вводя препараты, вызывающие тошноту и сильный дискомфорт. В результате у Алекса формируется условный рефлекс — любое проявление агрессии вызывает у него физическое отвращение.

## Символизм и критика
Метод Людовико часто трактуется как критика тоталитарного вмешательства в свободу личности. Бёрджесс ставит под сомнение моральную легитимность «исправления» человека, лишая его выбора между добром и злом. Кубрик усиливает эту тему визуально шокирующими сценами и символическим контрастом между внешней нормальностью и внутренним разрушением личности героя.

## В культуре
- Видеоигра The Binding of Isaac содержит предмет Ludovico Technique, отсылающий к методу.
- Метод стал культурным символом дебатов об этике поведения государства по отношению к индивидууму.